# Гордиенко, Дмитрий Иосифович
Дми́трий Ио́сифович Гордие́нко (17 октября 1975, Фрунзе) — российский сидячий волейболист, игрок екатеринбургского клуба «Родник» и российской национальной сборной, доигровщик. Бронзовый призёр летних Паралимпийских игр 2008 года в Пекине, призёр Кубка европейских чемпионов, Кубка мира, чемпионата Европы среди спортсменов с поражением опорно-двигательного аппарата, заслуженный мастер спорта России.

## Биография
Дмитрий Гордиенко родился 17 октября 1975 года в городе Фрунзе Киргизской ССР, однако ещё в детстве вместе с родителями-геологами переехал на постоянное жительство в Свердловскую область. Учился в средней общеобразовательной школе, затем поступил в Городское профессионально-техническое училище № 48 в Асбесте на специальность «машинист бурового станка». Окончив ГПТУ, в 1993 году был зачислен в Уральскую государственную горно-геологическую академиию (ныне Уральский государственный горный университет), но доучился здесь только до второго курса — попал в автокатастрофу и, получив серьёзные травмы, лишился одной ноги.
Проходил реабилитацию в Екатеринбурге, впоследствии остался жить в этом городе: работал подсобным рабочим, рекламным агентом, заместителем директора по общим вопросам в транспортной компании «Синтур-Транс». В 1996 году познакомился с Танатканом Букиным и по его приглашению присоединился к местной команде по волейболу сидя «Родник». Играл на позиции доигровщика, проходил подготовку под руководством заслуженного тренера Виктора Семёновича Дьякова и старшего товарища по команде Сергея Якунина. Уже в 2002 году стал с «Родником» чемпионом России, а в 2005 году получил бронзу на европейском первенстве в Польше. В 2006 году выступил на чемпионате мира в Нидерландах, где занял пятое место. Неоднократно признавался сильнейшим нападающим Европы и мира.
На чемпионате Европы 2007 года Гордиенко выиграл награду серебряного достоинства, также добавил в послужной список серебряную награду, привезённую с Континентального Кубка мира. Благодаря череде удачных выступлений удостоился права защищать честь страны на летних Паралимпийских играх 2008 года в Пекине — российская команда со второго места вышла из группы А, уступив только сборной Боснии и Герцеговины, тогда как на стадии полуфиналов со счётом 0:3 проиграла сборной Ирана, ставшей в итоге победительницей соревнований. При этом в утешительной встрече за третье место россияне одержали победу над сборной Египта и завоевали тем самым бронзовые паралимпийские медали. За это выдающееся достижение в 2009 году Дмитрий Гордиенко награждён медалью ордена «За заслуги перед Отечеством» II степени, удостоен почётного звания «Заслуженный мастер спорта России».
После успешной пекинской Олимпиады остался в основном составе команды России и продолжил принимать участие в крупнейших международных турнирах. Так, в 2011 году добавил в послужной список очередную серебряную медаль, выигранную на чемпионате Европы. Будучи одним из лидеров российской национальной сборной, благополучно прошёл отбор на Паралимпийские игры 2012 года в Лондоне — вновь добрался до полуфинальной стадии и снова со счётом 0:3 потерпел поражение от команды Ирана. В утешительной встрече за третье место россияне со счётом 3:2 были побеждены командой Германии и заняли, таким образом, четвёртое место на этом турнире.
Окончил екатеринбургское Училище олимпийского резерва № 1, где обучался на преподавателя физической культуры и спорта. Разведён, есть сын. 